# Женская сборная Швеции по баскетболу
Женская сборная Швеции по баскетболу — национальная баскетбольная команда, представляющая Швецию в женских турнирах на международной баскетбольной арене. Управляющим органом сборной выступает федерация баскетбола Швеции.

## История
Шведская женская сборная организована в 1952 году, когда Швеция стала членом ФИБА. Первый официальный матч состоялся 17 ноября 1957 года на домашней арене в городе Гётеборг. Соперником была сборная Дании, счёт 31:39 в пользу гостей.
Сборная Швеции — постоянный участник квалификационных турниров чемпионата Европы, семь раз отбиралась в финальную часть.
Лучший результат за всю историю женского баскетбола сборная показала на чемпионате Европы 2019 года, сумев занять итоговое шестое место и получив путёвку на Олимпийский квалификационный турнир. В решающем матче шведские спортсменки переиграли сборную России 57:52.

## Результаты

### Чемпионаты Европы
| Год       | Раунд                                  | Место                                  | GP                                     | W                                      | L                                      |
| --------- | -------------------------------------- | -------------------------------------- | -------------------------------------- | -------------------------------------- | -------------------------------------- |
| 1938–1976 | Не квалифицировалась в финальную часть | Не квалифицировалась в финальную часть | Не квалифицировалась в финальную часть | Не квалифицировалась в финальную часть | Не квалифицировалась в финальную часть |
| 1978      | Групповой раунд                        | 13-е                                   | 7                                      | 0                                      | 7                                      |
| 1980      | Не квалифицировалась в финальную часть | Не квалифицировалась в финальную часть | Не квалифицировалась в финальную часть | Не квалифицировалась в финальную часть | Не квалифицировалась в финальную часть |
| 1981      | Матч за 11-е место                     | 11-е                                   | 7                                      | 1                                      | 6                                      |
| 1983      | Матч за 9-е место                      | 10-е                                   | 7                                      | 2                                      | 5                                      |
| 1985      | Не квалифицировалась в финальную часть | Не квалифицировалась в финальную часть | Не квалифицировалась в финальную часть | Не квалифицировалась в финальную часть | Не квалифицировалась в финальную часть |
| 1987      | Матч за 7-е место                      | 7-е                                    | 7                                      | 3                                      | 4                                      |
| 1989–2011 | Не квалифицировалась в финальную часть | Не квалифицировалась в финальную часть | Не квалифицировалась в финальную часть | Не квалифицировалась в финальную часть | Не квалифицировалась в финальную часть |
| 2013      | Матч за 7-е место                      | 7-е                                    | 9                                      | 4                                      | 5                                      |
| 2015      | Групповой раунд                        | 14-е                                   | 4                                      | 1                                      | 3                                      |
| 2017      | Не квалифицировалась в финальную часть | Не квалифицировалась в финальную часть | Не квалифицировалась в финальную часть | Не квалифицировалась в финальную часть | Не квалифицировалась в финальную часть |
| 2019      | Матч за 5-е место                      | 6-е                                    | 6                                      | 3                                      | 3                                      |
| 2021      | Матч за 5-8 место                      | 8-е                                    | 6                                      | 2                                      | 4                                      |
|           | Итог                                   | Итог                                   | 53                                     | 16                                     | 37                                     |